# Runaway (album av Carola Häggkvist)
Runaway är ett studioalbum av den svenska popsångerskan Carola Häggkvist, utgivet 1986. Albumet producerades av Maurice Gibb och låtarna skrevs av honom tillsammans med Robin och Barry Gibb, även kända som Bee Gees. På albumlistorna placerade sig albumet som bäst på 2:a plats i Sverige och 9:e plats i Norge.
Albumet återutgavs på CD 1994.

## Låtlista
1. Radiate - 3.16 (R Gibb / M Gibb)
2. Runaway - 3.20 (R Gibb / M Gibb)
3. Brand New Heart - 3.39 (R Gibb / M Gibb)
4. Spread Your Wings (For Your Love) - 3.17 (B Gibb / R Gibb / M Gibb)
5. Nature of the Beast - 4.42 (R Gibb / M Gibb)
6. When Two Worlds Collide - 3.40 (B Gibb / R Gibb / M Gibb)
7. (We Are) Atomic - 4.16 (R Gibb / M Gibb)
8. Lost in the Crowd - 4.36 (B Gibb / R Gibb / M Gibb)
9. So far so Good - 3.39 (R Gibb / M Gibb / R Lawrence)
10. Everlasting Love - 4.11 (R Gibb / M Gibb / R Lawrence / C Häggkvist)

## Listplaceringar
| Lista (1986) | Topplacering |
| ------------ | ------------ |
| Norge        | 9            |
| Sverige      | 2            |

### Fotnoter
1. ↑  ”Svensk mediedatabas”. http://smdb.kb.se/catalog/id/001457053. Läst 2 juni 2011.
2. ↑  ”Svensk mediedatabas”. http://smdb.kb.se/catalog/id/001507813. Läst 2 juni 2011.
3. ↑  Listplacering
4. ↑  Listplacering